# Mistrzowie US Open w grze podwójnej
Lista meczów finałowych US Open w grze podwójnej mężczyzn.

## Mecze finałowe (1881–2024)
| Rok  | Mistrzowie                              | Finaliści                                  | Wynik                     |
| 2024 | Max Purcell Jordan Thompson             | Kevin Krawietz Tim Pütz                    | 6:4, 7:6(4)               |
| 2023 | Rajeev Ram Joe Salisbury                | Rohan Bopanna Matthew Ebden                | 2:6, 6:3, 6:4             |
| 2022 | Rajeev Ram Joe Salisbury                | Wesley Koolhof Neal Skupski                | 7:6(4), 7:5               |
| 2021 | Rajeev Ram Joe Salisbury                | Jamie Murray Bruno Soares                  | 3:6, 6:2, 6:2             |
| 2020 | Mate Pavić Bruno Soares                 | Wesley Koolhof Nikola Mektić               | 7:5, 6:3                  |
| 2019 | Juan Sebastián Cabal Robert Farah       | Marcel Granollers Horacio Zeballos         | 6:4, 7:5                  |
| 2018 | Mike Bryan Jack Sock                    | Łukasz Kubot Marcelo Melo                  | 6:3, 6:1                  |
| 2017 | Jean-Julien Rojer Horia Tecău           | Feliciano López Marc López                 | 6:4, 6:3                  |
| 2016 | Jamie Murray Bruno Soares               | Pablo Carreño-Busta Guillermo García-López | 6:2, 6:3                  |
| 2015 | Pierre-Hugues Herbert Nicolas Mahut     | Jamie Murray John Peers                    | 6:4, 6:4                  |
| 2014 | Bob Bryan Mike Bryan                    | Marcel Granollers Marc López               | 6:3, 6:4                  |
| 2013 | Leander Paes Radek Štěpánek             | Alexander Peya Bruno Soares                | 6:1, 6:3                  |
| 2012 | Bob Bryan Mike Bryan                    | Leander Paes Radek Štěpánek                | 6:3, 6:4                  |
| 2011 | Jürgen Melzer Philipp Petzschner        | Mariusz Fyrstenberg Marcin Matkowski       | 6:2, 6:2                  |
| 2010 | Bob Bryan Mike Bryan                    | Rohan Bopanna Aisam-ul-Haq Qureshi         | 7:6(5), 7:6(4)            |
| 2009 | Lukáš Dlouhý Leander Paes               | Mahesh Bhupathi Mark Knowles               | 3:6, 6:3, 6:2             |
| 2008 | Bob Bryan Mike Bryan                    | Lukáš Dlouhý Leander Paes                  | 7:6(5), 7:6(10)           |
| 2007 | Simon Aspelin Julian Knowle             | Lukáš Dlouhý Pavel Vízner                  | 7:5, 6:4                  |
| 2006 | Martin Damm Leander Paes                | Jonas Björkman Maks Mirny                  | 6:7(5), 6:4, 6:3          |
| 2005 | Bob Bryan Mike Bryan                    | Jonas Björkman Maks Mirny                  | 6:1, 6:4                  |
| 2004 | Mark Knowles Daniel Nestor              | Leander Paes David Rikl                    | 6:3, 6:3                  |
| 2003 | Jonas Björkman Todd Woodbridge          | Bob Bryan Mike Bryan                       | 5:7, 6:0, 7:5             |
| 2002 | Maks Mirnyj Mahesh Bhupathi             | Jiří Novák Radek Štěpánek                  | 6:3, 3:6, 6:4             |
| 2001 | Wayne Black Kevin Ullyett               | Donald Johnson Jared Palmer                | 7:6(9), 6:2, 6:3          |
| 2000 | Lleyton Hewitt Maks Mirny               | Ellis Ferreira Rick Leach                  | 6:4, 5:7, 7:6(5)          |
| 1999 | Sébastien Lareau Alex O’Brien           | Mahesh Bhupathi Leander Paes               | 7:6(7), 6:4               |
| 1998 | Sandon Stolle Cyril Suk                 | Mark Knowles Daniel Nestor                 | 4:6, 7:6, 6:2             |
| 1997 | Jewgienij Kafielnikow Daniel Vacek      | Jonas Björkman Nicklas Kulti               | 7:6, 6:3                  |
| 1996 | Todd Woodbridge Mark Woodforde          | Jacco Eltingh Paul Haarhuis                | 4:6, 7:6, 7:6             |
| 1995 | Todd Woodbridge Mark Woodforde          | Alex O’Brien Sandon Stolle                 | 6:3, 6:3                  |
| 1994 | Jacco Eltingh Paul Haarhuis             | Todd Woodbridge Mark Woodforde             | 6:3, 8:6                  |
| 1993 | Ken Flach Rick Leach                    | Karel Nováček Martin Damm                  | 6:7, 6:4, 6:2             |
| 1992 | Jim Grabb Richey Reneberg               | Rick Leach Kelly Jones                     | 3:6, 7:6, 6:3, 6:3        |
| 1991 | John Fitzgerald Anders Järryd           | Scott Davis David Pate                     | 6:3, 3:6, 6:3, 6:3        |
| 1990 | Pieter Aldrich Danie Visser             | Paul Annacone David Wheaton                | 6:2, 7:6, 6:2             |
| 1989 | John McEnroe Mark Woodforde             | Ken Flach Robert Seguso                    | 6:4, 4:6, 6:3, 6:3        |
| 1988 | Sergio Casal Emilio Sánchez             | Rick Leach Jim Pugh                        | walkower                  |
| 1987 | Stefan Edberg Anders Järryd             | Ken Flach Robert Seguso                    | 7:6, 6:2, 4:6, 5:7, 7:6   |
| 1986 | Andrés Gómez Slobodan Živojinović       | Joakim Nyström Mats Wilander               | 4:6, 6:3, 6:3, 4:6, 6:3   |
| 1985 | Ken Flach Robert Seguso                 | Henri Leconte Yannick Noah                 | 6:7, 7:6, 7:6, 6:0        |
| 1984 | John Fitzgerald Tomáš Šmíd              | Stefan Edberg Anders Järryd                | 7:6, 6:3, 6:3             |
| 1983 | Peter Fleming John McEnroe              | Fritz Buehning Van Winitsky                | 6:3, 6:4, 6:2             |
| 1982 | Kevin Curren Steve Denton               | Victor Amaya Hank Pfister                  | 6:2, 6:7, 5:7, 6:2, 6:4   |
| 1981 | Peter Fleming John McEnroe              | Heinz Günthardt Peter McNamara             | walkower                  |
| 1980 | Bob Lutz Stan Smith                     | Peter Fleming John McEnroe                 | 7:6, 3:6, 6:1, 3:6, 6:3   |
| 1979 | Peter Fleming John McEnroe              | Bob Lutz Stan Smith                        | 6:2, 6:4                  |
| 1978 | Bob Lutz Stan Smith                     | Marty Riessen Sherwood Stewart             | 1:6, 7:5, 6:3             |
| 1977 | Bob Hewitt Frew McMillan                | Brian Gottfried Raúl Ramírez               | 6:4, 6:0                  |
| 1976 | Tom Okker Marty Riessen                 | Paul Kronk Cliff Latcher                   | 6:4, 6:0                  |
| 1975 | Jimmy Connors Ilie Năstase              | Tom Okker Marty Riessen                    | 6:4, 7:6                  |
| 1974 | Bob Lutz Stan Smith                     | Patricio Cornejo Jaime Fillol              | 6:3, 6:3                  |
| 1973 | Owen Davidson John Newcombe             | Rod Laver Ken Rosewall                     | 7:5, 2:6, 7:5, 7:5        |
| 1972 | Cliff Drysdale Roger Taylor             | Owen Davidson John Newcombe                | 6:4, 7:6, 6:3             |
| 1971 | John Newcombe Roger Taylor              | Stan Smith Erik van Dillen                 | 6:7, 6:3, 7:6, 4:6, 7:6   |
| 1970 | Pierre Barthes Niki Pilić               | Roy Emerson Rod Laver                      | 6:3, 7:6, 4:6, 7:6        |
| 1969 | Ken Rosewall Fred Stolle                | Charlie Pasarell Dennis Ralston            | 2:6, 7:5, 13:11, 6:3      |
| 1968 | Bob Lutz Stan Smith                     | Arthur Ashe Andrés Gimeno                  | 11:9, 6:1, 7:5            |
| 1967 | John Newcombe Tony Roche                | William Bowrey Owen Davidson               | 6:8, 9:7, 6:3, 6:3        |
| 1966 | Roy Emerson Fred Stolle                 | Clark Graebner Dennis Ralston              | 6:4, 6:4, 6:4             |
| 1965 | Roy Emerson Fred Stolle                 | Frank Froehling Charlie Pasarell           | 6:4, 10:12, 7:5, 6:3      |
| 1964 | Chuck McKinley Dennis Ralston           | Graham Stilwell Mike Sangster              | 6:3, 6:2, 6:4             |
| 1963 | Chuck McKinley Dennis Ralston           | Rafael Osuna Antonio Palafox               | 9:7, 4:6, 5:7, 6:3, 11:9  |
| 1962 | Rafael Osuna Antonio Palafox            | Chuck McKinley Dennis Ralston              | 6:4, 10:12, 1:6, 9:7, 6:3 |
| 1961 | Chuck McKinley Dennis Ralston           | Rafael Osuna Antonio Palafox               | 6:3, 6:4, 2:6, 13:11      |
| 1960 | Neale Fraser Roy Emerson                | Rod Laver Bob Mark                         | 9:7, 6:2, 6:4             |
| 1959 | Neale Fraser Roy Emerson                | Alex Olmedo Butch Buchholz                 | 3:6, 6:3, 5:7, 6:4, 7:5   |
| 1958 | Alex Olmedo Hamilton Richardson         | Sam Giammalva Barry MacKay                 | 3:6, 6:3, 6:4, 6:4        |
| 1957 | Ashley Cooper Neale Fraser              | Gardner Mulloy Budge Patty                 | 4:6, 6:3, 9:7, 6:3        |
| 1956 | Lew Hoad Ken Rosewall                   | Hamilton Richardson Vic Seixas             | 6:2, 6:2, 3:6, 6:4        |
| 1955 | Kosei Kamo Atsushi Miyagi               | Gerald Moss Bill Quillan                   | 6:3, 6:3, 3:6, 1:6, 6:4   |
| 1954 | Vic Seixas Tony Trabert                 | Lew Hoad Ken Rosewall                      | 3:6, 6:4, 8:6, 6:3        |
| 1953 | Rex Hartwig Mervyn Rose                 | Bill Talbert Gardnar Mulloy                | 6:4, 4:6, 6:2, 6:4        |
| 1952 | Mervyn Rose Vic Seixas                  | Ken McGregor Frank Sedgman                 | 3:6, 10:8, 10:8, 6:8, 8:6 |
| 1951 | Ken McGregor Frank Sedgman              | Don Candy Mervyn Rose                      | 10:8, 6:4, 4:6, 7:5       |
| 1950 | John Bromwich Frank Sedgman             | Bill Talbert Gardnar Mulloy                | 7:5, 8:6, 3:6, 6:1        |
| 1949 | John Bromwich Bill Sidwell              | Frank Sedgman George Worthington           | 6:4, 6:0, 6:1             |
| 1948 | Gardnar Mulloy Bill Talbert             | Frank Parker Ted Schroeder                 | 1:6, 9:7, 6:3, 3:6, 9:7   |
| 1947 | Jack Kramer Ted Schroeder               | Bill Talbert Bill Sidwell                  | 6:4, 7:5, 6:3             |
| 1946 | Gardnar Mulloy Bill Talbert             | Don McNeill Frank Guernsey                 | 3:6, 6:4, 2:6, 6:3, 20:18 |
| 1945 | Gardnar Mulloy Bill Talbert             | Bob Falkenburg Jack Tuero                  | 12:10, 8:10, 12:10, 6:2   |
| 1944 | Don McNeill Bob Falkenburg              | Bill Talbert Pancho Segura                 | 7:5, 6:4, 3:6, 6:1        |
| 1943 | Jack Kramer Frank Parker                | Bill Talbert David Freeman                 | 6:2, 6:4, 6:4             |
| 1942 | Gardnar Mulloy Bill Talbert             | Ted Schroeder Sidney Wood                  | 9:7, 7:5, 6:1             |
| 1941 | Jack Kramer Ted Schroeder               | Wayne Sabin Gardnar Mulloy                 | 9:7, 6:4, 6:2             |
| 1940 | Jack Kramer Ted Schroeder               | Gardnar Mulloy Henry Prussoff              | 6:4, 8:6, 9:7             |
| 1939 | Adrian Quist John Bromwich              | Jack Crawford Harry Hopman                 | 8:6, 6:1, 6:4             |
| 1938 | Don Budge Gene Mako                     | Adrian Quist John Bromwich                 | 6:3, 6:2, 6:1             |
| 1937 | Gottfried von Cramm Henner Henkel       | Don Budge Gene Mako                        | 6:4, 7:5, 6:4             |
| 1936 | Don Budge Gene Mako                     | Wilmer Allison John Van Ryn                | 6:4, 6:2, 6:4             |
| 1935 | Wilmer Allison John Van Ryn             | Don Budge Gene Mako                        | 6:2, 6:3, 2:6, 3:6, 6:1   |
| 1934 | George Lott Lester Stoefen              | Wilmer Allison John Van Ryn                | 6:4, 9:7, 3:6, 6:4        |
| 1933 | George Lott Lester Stoefen              | Frank Shields Frank Parker                 | 11:13, 9:7, 9:7, 6:3      |
| 1932 | Ellsworth Vines Keith Gledhill          | Wilmer Allison John Van Ryn                | 6:4, 6:3, 6:2             |
| 1931 | Wilmer Allison John Van Ryn             | Gregory Mangin Berkeley Bell               | 6:4, 6:3, 6:2             |
| 1930 | George Lott John Doeg                   | Wilmer Allison John Van Ryn                | 8:6, 6:3, 3:6, 13:15, 6:4 |
| 1929 | George Lott John Doeg                   | Berkeley Bell Lewis White                  | 10:8, 16:14, 6:1          |
| 1928 | George Lott John Hennessey              | Gerald Patterson John Hawkes               | 6:2, 6:1, 6:2             |
| 1927 | William Tilden Francis Hunter           | Bill Johnston Richard N. Williams          | 10:8, 6:3, 6:3            |
| 1926 | Richard N. Williams Vincent Richards    | William Tilden Alfred Chapin               | 6:4, 6:8, 11:9, 6:3       |
| 1925 | Richard N. Williams Vincent Richards    | Gerald Patterson John Hawkes               | 6:2, 8:10, 6:4, 11:9      |
| 1924 | Howard Kinsey Robert Kinsey             | Gerald Patterson Pat O’Hara Wood           | 7:5, 5:7, 7:9, 6:3, 6:4   |
| 1923 | William Tilden Brian Norton             | Richard N. Williams Watson Washburn        | 3:6, 6:2, 6:3, 5:7, 6:2   |
| 1922 | William Tilden Vincent Richards         | Gerald Patterson Pat O’Hara Wood           | 4:6, 6:1, 6:3, 6:4        |
| 1921 | William Tilden Vincent Richards         | Richard N. Williams Watson Washburn        | 13:11, 12:10, 6:1         |
| 1920 | Bill Johnston Clarence Griffin          | Willis Davis Roland Roberts                | 6:2, 6:2, 6:3             |
| 1919 | Norman Brookes Gerald Patterson         | William Tilden Vincent Richards            | 8:6, 6:3, 4:6, 4:6, 6:2   |
| 1918 | William Tilden Vincent Richards         | Fred Alexander Beals Wright                | 6:3, 6:4, 3:6, 2:6, 6:2   |
| 1917 | Fred Alexander Harold Throckmorton      | Harry Johnson Irving Wright                | 11:9, 6:4, 6:4            |
| 1916 | Bill Johnston Clarence Griffin          | Maurice McLoughlin Ward Dawson             | 6:4, 6:3, 5:7, 6:3        |
| 1915 | Bill Johnston Clarence Griffin          | Maurice McLoughlin Tom Bundy               | 2:6, 6:3, 6:4, 3:6, 6:3   |
| 1914 | Maurice McLoughlin Tom Bundy            | George Church Dean Mathey                  | 6:4, 6:2, 6:4             |
| 1913 | Maurice McLoughlin Tom Bundy            | John Strachan Clarence Griffin             | 6:4, 7:5, 6:1             |
| 1912 | Maurice McLoughlin Tom Bundy            | Raymond Little Gustave Touchard            | 3:6, 6:2, 6:1, 7:5        |
| 1911 | Raymond Little Gustave Touchard         | Fred Alexander Harold Hackett              | 7:5, 13:15, 6:2, 6:4      |
| 1910 | Fred Alexander Harold Hackett           | Tom Bundy Trowridge Hendrick               | 6:1, 8:6, 6:3             |
| 1909 | Fred Alexander Harold Hackett           | George Janes Maurice McLoughlin            | 6:4, 6:4, 6:0             |
| 1908 | Fred Alexander Harold Hackett           | Raymond Little Beals Wright                | 6:1, 7:5, 6:2             |
| 1907 | Fred Alexander Harold Hackett           | Nat Thornton Bryan M. Grant                | 6:2, 6:1, 6:1             |
| 1906 | Holcombe Ward Beals Wright              | Fred Alexander Harold Hackett              | 6:3, 3:6, 6:3, 6:3        |
| 1905 | Holcombe Ward Beals Wright              | Fred Alexander Harold Hackett              | 6:4, 6:4, 6:1             |
| 1904 | Holcombe Ward Beals Wright              | Kreigh Collins Raymond Little              | 1:6, 6:2, 3:6, 6:4, 6:1   |
| 1903 | Reginald Doherty Lawrence Doherty       | Kreigh Collins L. Harry Waidner            | 7:5, 6:3, 6:3             |
| 1902 | Reginald Doherty Lawrence Doherty       | Holcombe Ward Dwight Davis                 | 11:9, 12:10, 6:4          |
| 1901 | Holcombe Ward Dwight Davis              | Leo Ware Beals Wright                      | 6:3, 9:7, 6:1             |
| 1900 | Holcombe Ward Dwight Davis              | Fred Alexander Raymond Little              | 6:4, 9:7, 12:10           |
| 1899 | Holcombe Ward Dwight Davis              | George Sheldon Leo Ware                    | 6:4, 6:4, 6:3             |
| 1898 | George Sheldon Leo Ware                 | Holcombe Ward Dwight Davis                 | 1:6, 7:5, 6:4, 4:6, 7:5   |
| 1897 | George Sheldon Leo Ware                 | Harold Mahony Harold Nisbet                | 11:13, 6:2, 9:7, 1:6, 6:1 |
| 1896 | Carr Neel Sam Neel                      | Robert Wrenn Malcolm Chace                 | 6:3, 1:6, 6:1, 3:6, 6:1   |
| 1895 | Malcolm Chace Robert Wrenn              | Clarence Hobart Fred Hovey                 | 7:5, 6:1, 8:6             |
| 1894 | Clarence Hobart Fred Hovey              | Carr Neel Sam Neel                         | 6:3, 8:6, 6:1             |
| 1893 | Clarence Hobart Fred Hovey              | Oliver Campbell Bob Huntington             | 6:3, 6:4, 4:6, 6:2        |
| 1892 | Oliver Campbell Bob Huntington          | Valentine Hall Edward L. Hall              | 6:4, 6:2, 4:6, 6:3        |
| 1891 | Oliver Campbell Bob Huntington          | Valentine Hall Clarence Hobart             | 6:3, 6:4, 8:6             |
| 1890 | Valentine Hall Clarence Hobart          | Charles Carver John Ryerson                | 6:3, 4:6, 6:2, 2:6, 6:3   |
| 1889 | Henry Slocum Howard Taylor              | Oliver Campbell Valentine Hall             | 6:1, 6:3, 6:2             |
| 1888 | Oliver Campbell Valentine Hall          | Clarence Hobart Edward MacMullen           | 6:4, 6:2, 6:2             |
| 1887 | Richard Sears James Dwight              | Howard Taylor Henry Slocum                 | 6:4, 3:6, 2:6, 6:3, 6:3   |
| 1886 | Richard Sears James Dwight              | Howard Taylor Godfrey Binley               | 7:5, 5:7, 7:5, 6:4        |
| 1885 | Joseph Clark Richard Sears              | Henry Slocum Percy Knapp                   | 6:3, 6:0, 6:2             |
| 1884 | Richard Sears James Dwight              | Walter Berry Alexander Van Rensselaer      | 6:4, 6:1, 8:10, 6:4       |
| 1883 | Richard Sears James Dwight              | Arthur Newbold Alexander Van Rensselaer    | 6:0, 6:2, 6:2             |
| 1882 | Richard Sears James Dwight              | Crawford Nightingale George Smith          | 6:2, 6:4, 6:4             |
| 1881 | Clarence Clark Frederick Winslow Taylor | Arthur Newbold Alexander Van Rensselaer    | 6:5, 6:4, 6:5             |